# Liriomyza vicina
Liriomyza vicina este o specie de muște din genul Liriomyza, familia Agromyzidae, descrisă de Spencer în anul 1976. Conform Catalogue of Life specia Liriomyza vicina nu are subspecii cunoscute.